# 오다 오대장
오다 오대장(일본어: 織田五大将 오다고타이쇼[*])은 오다 노부나가의 부하 가신들로서 일본 전국시대 통일에 공헌한 5인의 무장(武将)들이다.

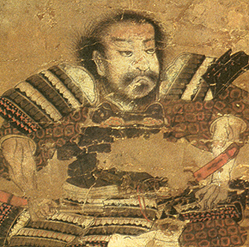
시바타 가쓰이에 （1522년 ~ 1583년）
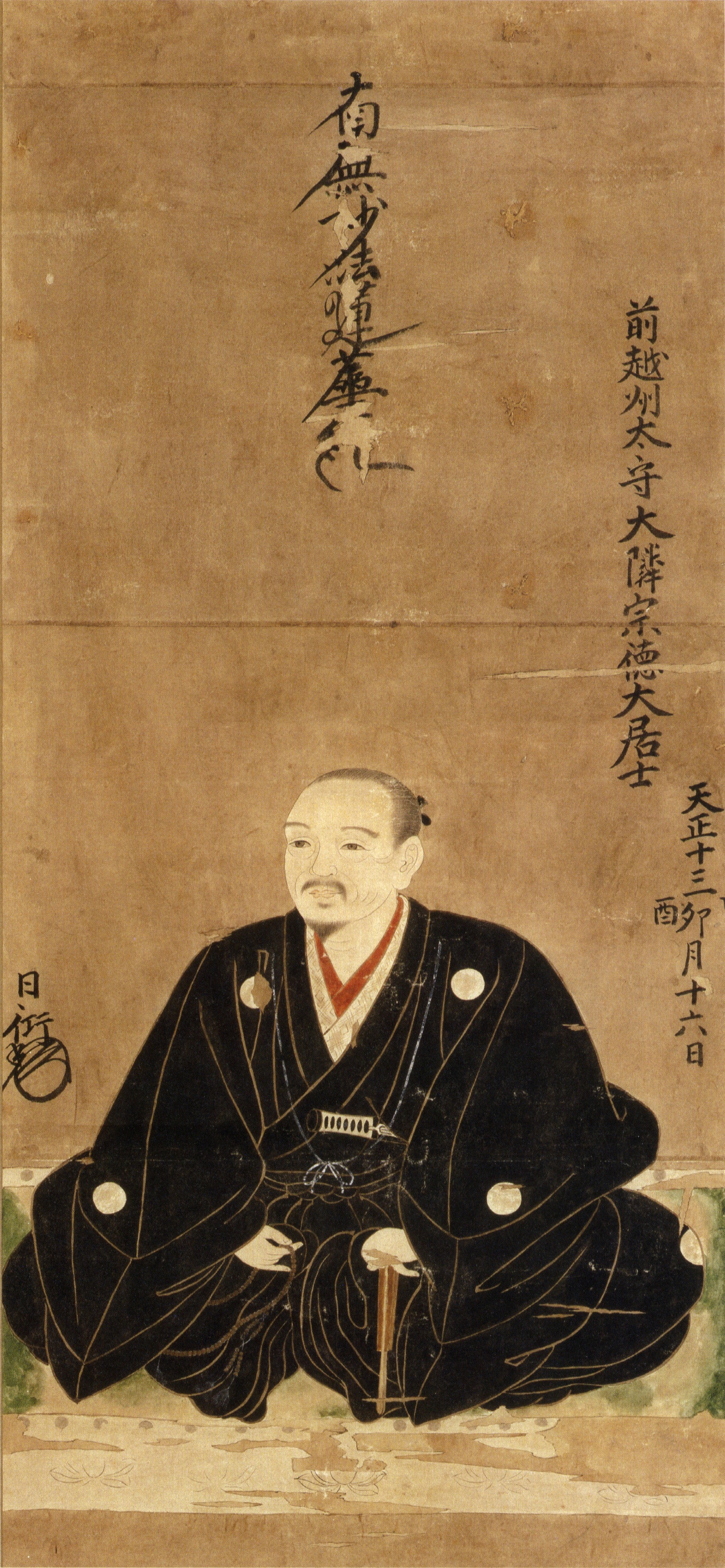
니와 나가히데 （1535년 ~ 1585년）
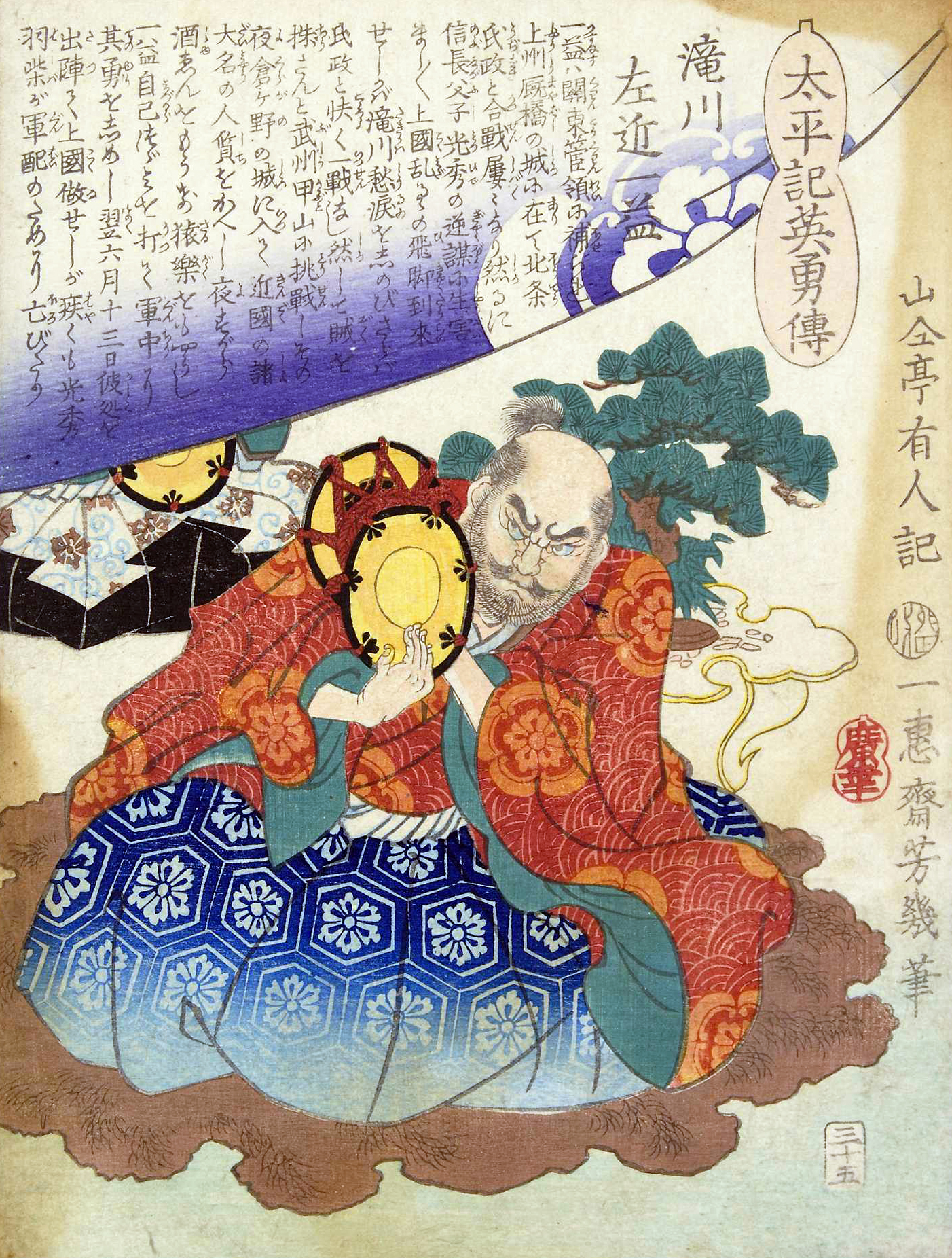
다키가와 가즈마스 （1525년 ~ 1586년）
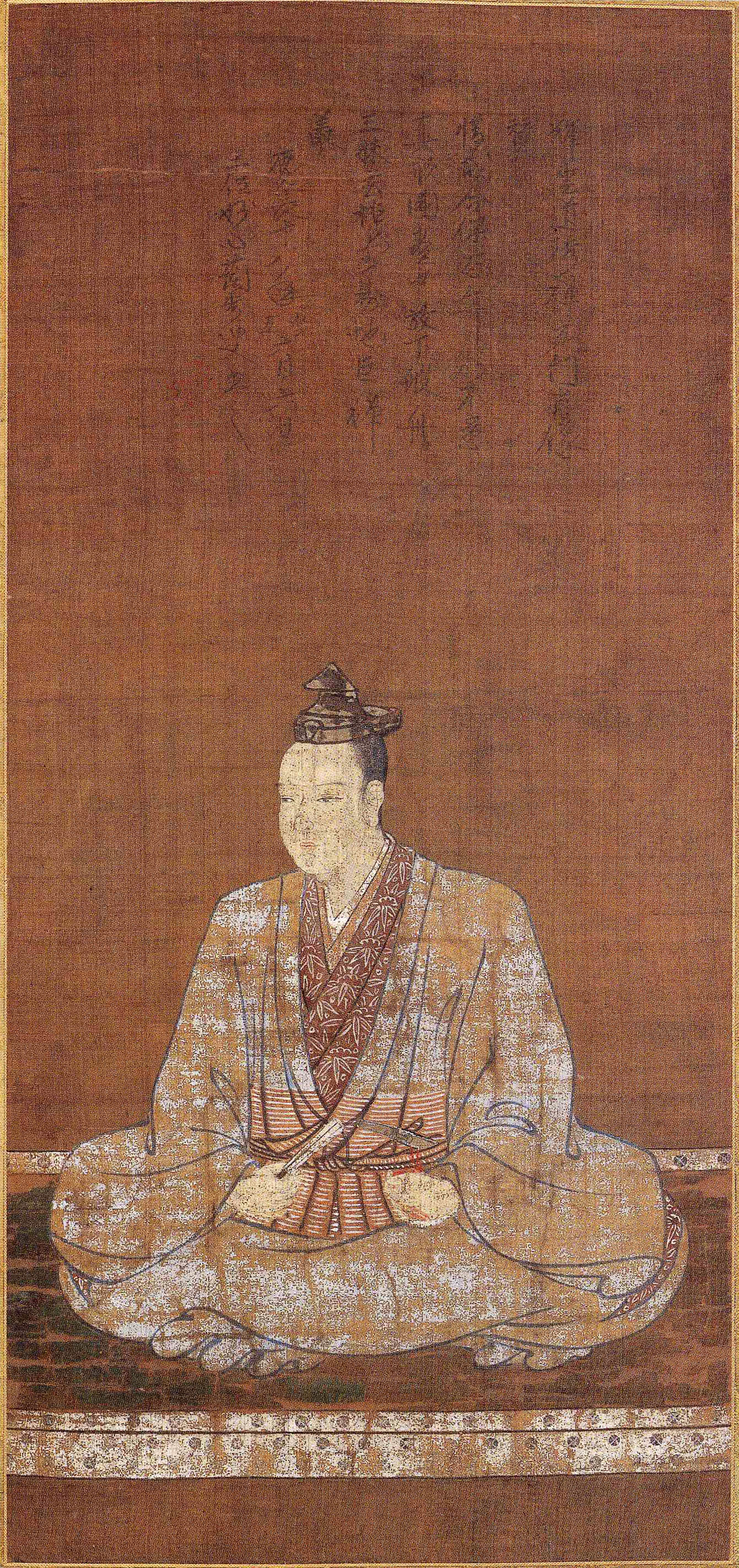
아케치 미쓰히데 （1528년? ~ 1582년）
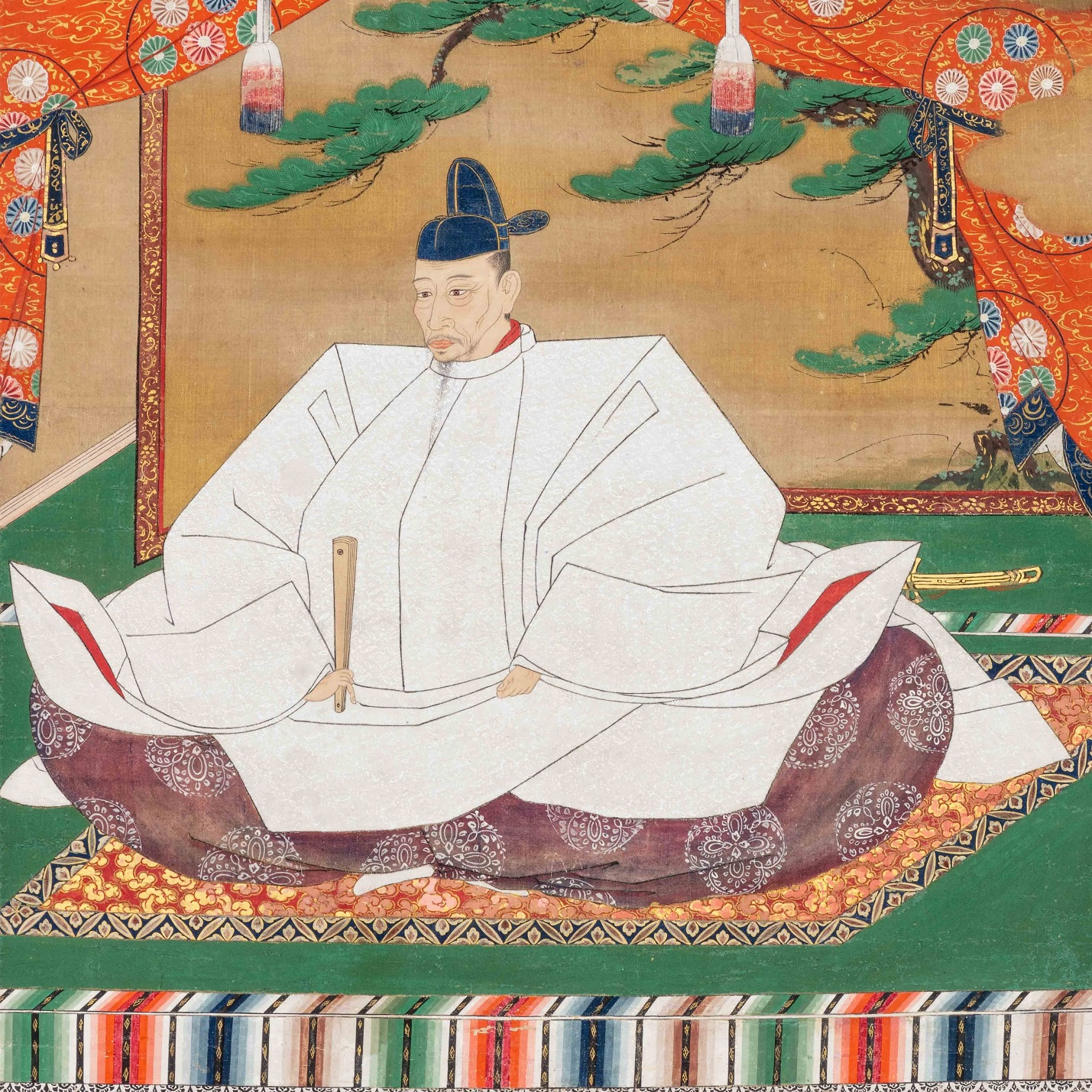
하시바 히데요시 （1537년? ~ 1598년）

## 같이 보기
- 오다 사천왕